# Black Angel Blues
Singles de B.B. "Blues Boy" King And His Orchestra
Dark is the Night
(1956) Oh My World of Honor
(1956)
Black Angel Blues, également connu sous le titre Sweet Black Angel ou Sweet Little Angel, est un standard de blues qui a été interprété par de nombreux artistes de blues ou autres. La chanson est enregistrée la première fois en 1930 par Lucille Bogan, chanteuse de blues féminin. Son interprétation est un blues à 12 mesures joué mid-tempo, la voix accompagnée au piano.
En 1934, Tampa Red enregistre Black Angel Blues pour Vocalion Records. La chanson est jouée dans un tempo plus lent et le jeu de guitare slide de Tampa Red est mis en avant.
Les deux artistes ayant enregistré ensemble en 1928 et 1929, on ne peut pas dire qui créa la musique ni les paroles de cette chanson. Ces premières versions sont publiées avant les classements du magazine Billboard ou un quelconque équivalent sérieux, il est donc difficile d'évaluer laquelle de ces versions était la plus populaire, mais les interprétations ultérieures ont souvent montré l'influence de Tampa Red.
Robert Nighthawk enregistre Black Angel Blues en 1949,  avec Nighthawk au chant et à la guitare slide électrique, Willie Dixon à la basse, et Ernest Lane au piano (le single, avec Annie Lee Blues en face B, mentionne les musiciens sous le nom de groupe The Nighthawks). L'année suivante, Tampa Red enregistre une nouvelle version de la chanson, modifiant une partie des paroles et l'intitulant Sweet Little Angel ; en 1953, Earl Hooker l'enregistrera sous le titre Sweet Angel.

## B.B. King
B. B. King enregistre Sweet Little Angelen 1956 (RPM Records 468). Il a déclaré : « l'idée de Sweet Little Angel m'est venue après l'écoute de Sweet Black Angel par Robert Nighthawk, et c'est plus tard que j'ai découvert que la chanson avait été enregistrée par quelqu'un d'autre auparavant. » Au moment où Martin Luther King se bat pour les Droits civiques, B.B. King est soucieux d'éviter toute connotation raciale. Toute référence à la couleur noire aurait pu être perçu comme une régression de la part d'une communauté en recherche d'identité. « À l'époque, « noir » n'était pas un mot populaire, comme ça l'est aujourd'hui. Au lieu d'utiliser l'ancien titre, je l'ai changé pour Sweet Little Angel — et ce fut un disque important pour moi. » La version de B.B. King, qui comprend une section de cuivres, représente un changement de style pour la chanson, et elle est devient un tube, atteignant la 8e place des charts Rhythm and blues. Il ré-enregistre Sweet Little Angel en 1957 pour son premier album Singin' the Blues. Les deux versions mettent en évidence le jeu de guitare de B.B. King, avec ses notes sinueuses « sonnant presque comme une tour d'acier présente dans les lieux ».
Après le succès de B. B. King, beaucoup d'artistes de blues ou d'autres styles enregistrent leur propre version de Sweet Little Angel. Le Black Angel Blues de Robert Nighthawk est intronisé en 2007 au Hall of Fame de la Blues Foundation dans la catégorie « Enregistrements classiques du blues » et le Sweet Little Angel de B. B. King est inclus dans la liste des « 500 chansons qui façonnèrent de Rock 'N' Roll » du Rock and Roll Hall of Fame.

## Reprises
Parmi les nombreux artistes ayant interprété cette chanson, on peut citer, entre autres :
- Etta James (1964)
- Big Mama Thornton (1965)
- Muddy Waters (1966)
- Muddy Waters, Howlin' Wolf et Bo Diddley (album The Super Super Blues Band, 1968)
- Buddy Guy (1968)
- Luther Allison (1979)
- Mike Bloomfield (Live at the Old Waldorf, 1998)
- Jeff Beck (2004)
- Moby Grape (2010)
- Freddie King
- Otis Rush
- Ike Turner
- John Mayall's Bluesbreakers

B.B. King l'a jouée notamment avec James Brown, incluse dans un medley avec Sex Machine et Gonna Have a Funky Good Time, lors d'un concert en 1985 (DVD One Special Night), et avec Buddy Guy, Albert Collins, Jeff Beck et Eric Clapton au Apollo Theater Hall Of Fame en 1993.